# SINfinity
『SINfinity』（シンフィニティ）は、佐々木拓丸による漫画作品。週刊ヤングジャンプでの連載後、月刊ヤングジャンプに掲載誌を移った。

## 登場人物
償人（しょうにん）
サングラスをかけ、顔のタトゥーが目立つ青年。
どうしようもない「殺意」と社会的・法律的な要因等で「躊躇」の間に立たされた人を察知すると、彼の全身に施されたタトゥー（印）が鎌の形になり、殺意を抱いている者には人を殺したという意識を、殺意を抱かれている者には死を与える。印の力でどんな傷も治ってしまう（首を吹き飛ばされても再生する）が、これは償人を一生働かせ続けるためのもの。初めて「人を殺した」罪のため、「印」を刻まれたらしい（これは創世記のカインとの類似性が見える。詳しくはカインの項を参照）。彼の印は他の所有者の印とは違い、前述の特性から一度も所有権が移動していない。
自らが望んでやっているわけではなく、タトゥーが覚醒したときには基本的に不機嫌。
道標にかなりの殺意を抱いているが殺そうとしても逆に道標にやり返され傷一つ負わせられない。嫌悪感も抱き彼女のことを「ブス」と言っている。
道標との約束で一般人への暴行を禁止されており、もし暴行すれば心臓が潰れるような痛みに襲われるらしい。なので印が反応しない「躊躇ない殺意」に対しては無関心。
生活費稼ぎのためにバイト探しをするが顔のタトゥー（印）の所為でことごとく断られる。しかしある雀荘の裏麻雀の立会人としてバイトに受かる。今は事件により麻雀倶楽部が場所替えの為休んでいるので店長の所有しているビルの清掃員としてバイトしている。そこは木下もバイトしている。
道標（みちしるべ）
償人とともに行動している少女。殺意を抱いている者、抱かれている者を導く。額にゴーグルを着けている。髪はロングだが当初は後ろで結っていたが伸ばしておいたりヘアスタイルは色々ある。見た目が幼いため償人との関係は「兄妹」にしている。
ことあるごとに償人から不満を言われているが、特に気にしていない。というより相手にしていない。かなり高い暴力を持っており償人の数々の奇襲も逆に報復してきた。ジャンクフードや菓子類を好んでおり、その上燃費が著しく悪い。木下をみかけた際すぐにその正体に気付いた。
木下 晶（きのした あきら）/颪（おろし）
償人の前に現われた眼鏡をかけた女性。かなり大柄で、身長は償人よりも高い。
首元に印を持っているが、普段はタートルネックのセーターで隠している。
彼女の持つ印は償人のものとは違い、自らの「死」を望むが「自殺」の事実を拒絶する者に対して覚醒し、その者に安らかな「自然死」を与える（覚醒の際、印は腕のような形になる）。自分の存在を今は「颪」と呼ばれていると言う。この印の力は代々受け継がれてきており、かつての所有者たちの記憶もおぼろげだが残っている。
チャップド・ハンド（あかぎれた手）/皸（あかがり）
殺し屋として活動している謎の青年でスーツ姿に仮面を被り、腕に印を持っている。
彼の持つ印の力は他人の「死」を望む者の願いを聞き入れ、その明確な理由を以ってその人物を殺害、魂を取り込む事が出来る。覚醒の際は武器に印が取り付く形になる。彼の印もまた代々受け継がれてきたもので、かつての所有者の能力や経験をそのまま使う事が出来る（例えば軍隊に所属していた者の技術も使える）が、その強大な能力と桁外れの身体能力は殺す対象以外を殺す事が出来ないので、たとえゼロ距離で銃を発砲しても何らかの要因で外してしまう。
夢でたびたび道標を見ており、彼女を追って来日した。